# スルフィド

スルフィドの一般構造式

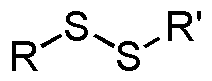
ジスルフィドの一般構造式

スルフィド（英: sulfide, sulphide）は二価の硫黄が2個の有機基で置換された有機化合物である。その構造は R−S−R' で表され、エーテルの酸素を硫黄で置換した構造であることから、チオエーテル (thioether)とも呼ばれる。
一方、硫黄原子はカートネーション性を示す元素であることから、R−SS−R' や R−SSS−R' など硫黄原子が線形に連結した化合物も存在し、それらはジスルフィド (disulfide)、トリスルフィド (trisulfide)と硫黄原子の連結数に応じて呼ばれる。
化合物の二つの部分構造がジスルフィドで連結されている場合、当該部分はジスルフィド結合と呼称される。

## 命名
{\displaystyle {\ce {CH3-S-CH2CH3}}}について、
1. メチルスルファニルエタン - 置換命名法。アルカンがアルキルスルファニル基 (RS-) で置換されたとみなす
2. メチルチオエタン - アルキルスルファニル基 (RS-) はアルキルチオ基 (RS-) とも呼ばれる
3. エチルメチルスルフィド - 基官能命名法。官能種類名「スルフィド」の前に2個の有機基の名称を置く
4. エチルメチルスルファン - 置換命名法。スルファンが2個の有機基で置換されたとみなす
5. 2-チアブタン - 代置命名法。ブタンの2位の炭素骨格が硫黄で代置されたとみなす（主に硫黄原子が複数ある場合や環状化合物の場合に用いられる）

## 合成
通常、スルフィドは、チオールに塩基を作用させて発生させたチオラートアニオンと、ハロゲン化アルキルなどの間の求核置換反応により合成される。
{\displaystyle {\ce {R-S^- + R'-X -> {R-S-R'}+ X^-}}}
対称ジスルフィドは、チオールに適当な酸化剤を作用させれば発生する。反応系を弱塩基性にすることもある。
{\displaystyle {\ce {{2R-SH}+ [Ox] -> R-SS-R}}}

## 性質
スルフィド類は特有の臭気があり、おおむね悪臭である。もっとも単純な構造のスルフィドであるジメチルスルフィドは、いわゆる「磯の香り」の主成分である。ただし、それは、ごく低濃度の場合にそう感じるということである。また、ニンニクやタマネギの臭いの元もスルフィド類である。スルフィドもジスルフィドも酸化されやすく、S-オキシド体あるいは S,S-ジオキシド体へと酸化される。また生体内反応でメチル化反応はメチオニン残基に由来する S-メチルスルフィドが関与している。
ジスルフィドは還元的に開裂し、それぞれ2つのチオール基となる。チオール基同士は酸化条件下でジスルフィド結合を形成する。この様に生体内においては蛋白質のシステイン残基は、蛋白質のおかれた環境の酸化的あるいは還元的な雰囲気の変化に応じて、ジスルフィド結合を形成したり開裂したりしている。このことは蛋白質の高次構造を決定する上で重要な要素となっている。
{\displaystyle {\ce {{R-SS-R}+ [Red] -> 2R-SH}}}
ジスルフィドは強い求核剤 (Nu−) と反応して、チオラートアニオン と置換生成物とを生成される。
{\displaystyle {\ce {{R-SS-R}+ Nu^- -> {R-S-Nu}+ RS^-}}}
また、身近な例においては美容のコールドパーマは毛髪のシスチン残基のジスルフィド結合を還元的に切断した後に髪型を形成し、その後に酸化的にジスルフィド結合を再結合させることにより、毛髪を生成している蛋白質を固定化している。

## 主な化合物
- ジメチルスルフィド
- マスタードガス：(ビス(2-クロロエチル)スルフィド) - 化学兵器の一つ。
- メチオニン：アミノ酸の一種